# Hunting Ridge (Prattville, comté d'Autauga)
Pour les articles homonymes, voir Hunting (homonymie).
Hunting Ridge est une communauté non incorporée au sein de la ville de Prattville laquelle est le chef-lieu du comté d'Autauga.

## Géographie
La communauté se trouve à 87 mètres d'altitude.

### Climat
| Mois                                  | jan.     | fév.     | mars    | avril   | mai     | juin    | jui.    | août    | sep.    | oct.    | nov.     | déc.     | année    |
| ------------------------------------- | -------- | -------- | ------- | ------- | ------- | ------- | ------- | ------- | ------- | ------- | -------- | -------- | -------- |
| Température minimale moyenne (°C)     | 2        | 4        | 7       | 11      | 16      | 19      | 22      | 21      | 18      | 11      | 7        | 3        | 11,8     |
| Température moyenne (°C)              | 8        | 11       | 14      | 18      | 22      | 26      | 28      | 27      | 24      | 18      | 13       | 9        | 18,2     |
| Température maximale moyenne (°C)     | 14       | 17       | 21      | 26      | 29      | 33      | 34      | 33      | 31      | 26      | 21       | 16       | 25,1     |
| Record de froid (°C) date du record   | −18 1985 | −14 1899 | −8 1993 | −2 1987 | 4 1971  | 9 1889  | 16 1950 | 13 1992 | 4 1967  | −3 1952 | −11 1950 | −15 1983 | −18 1985 |
| Record de chaleur (°C) date du record | 28 2005  | 29 1962  | 32 1929 | 34 2007 | 37 1916 | 41 1881 | 42 1881 | 41 2007 | 41 1925 | 38 1954 | 31 2004  | 29 1982  | 42 1881  |
| Précipitations (mm)                   | 128      | 138,4    | 162,3   | 111,3   | 105,2   | 104,9   | 134,9   | 92,2    | 107,2   | 65,5    | 115,1    | 126,2    | 1 391,2  |

## Sources